# Ryōma Yamamoto
Ryōma Yamamoto (山本 凌雅, Yamamoto Ryōma, né le 14 juillet 1995 dans la préfecture de Nagasaki) est un athlète japonais, spécialiste du triple saut.
Le 29 avril 2017, il porte son record personnel à 16,87 m (+1,8 m/s) à Hiroshima.
Il participe aux Championnats du monde 2017, avant de remporter la médaille de bronze lors de l'Universiade 2017 à Taipei, avec un saut de 16,80 m.
Il termine 7e lors des Championnats d’Asie 2019.